# Михайловська волость (Богучарський повіт)
Михайловська волость — історична адміністративно-територіальна одиниця Богучарського повіту Воронізької губернії з центром у слободі Михайловка.
Станом на 1880 рік складалася із 11 поселень, 11 сільських громад. Населення — 9285 осіб (4610 чоловічої статі та 4675 — жіночої), 1275 дворових господарств.
|                     | Площа, десятин | У тому числі орної, дес. |
| ------------------- | -------------- | ------------------------ |
| Сільських громад    | 11056          | 10556                    |
| Приватної власності | 5700           | 1961                     |
| Казенної власності  | 7568           | 1824                     |
| Іншої власності     | 184            | 160                      |
| Загалом             | 32967          | 15707                    |

Поселення волості на 1880 рік:
- Михайловка — колишня власницька слобода при річці Біла за 75 верст від повітового міста, 2939 осіб, 489 дворів, православна церква, школа, лікарня, поштова станція, 4 лавки, 5 ярмарків на рік. За 5 верст — паровий млин. За версту — залізнична станція Ольгинська.
- Валентиновка — колишній власницький хутір, 878 осіб, 115 дворів.
- Григорівка (Бобрівка) — колишня власницька слобода при річці Криниця, 795 осіб, 125 дворів.
- Євдокієвка (Криулівка) — колишній власницький хутір, 579 осіб, 83 двори.
- Єленівка (Могилівка) — колишня власницька слобода, 1267 осіб, 141 двір, православна церква, торжок.
- Іванівка — колишній власницький хутір, 672 особи, 88 дворів.
- Софіївка — колишній власницький хутір, 807 осіб, 99 дворів.

За даними 1900 року у волості налічувалось 57 поселень із переважно українським  населенням, 10 сільських товариств, 73 будівлі й установи, 1442 дворових господарства, населення становило 8528 осіб (4368 чоловічої статі та 4160 — жіночої).
1915 року волосним урядником був Павло Іпполітович Демченко, старшиною — Дмитро Іванович Щепетільніков, волосним писарем — Стефан Федорович Попов.